# Морган, Кристи
Кристин Ли (Кристи) Морган (англ. Christine Lee (Christy) Morgan, 13 октября 1963, Норристаун, Пенсильвания, США) — американская хоккеистка (хоккей на траве), полевой игрок. Серебряный призёр Панамериканских игр 1987 года. Участвовала в летних Олимпийских играх 1988 года.

## Биография
Кристи Морган родилась 13 октября 1963 года в американском городе Норристаун в штате Пенсильвания.
Училась в колледже университета Олд Доминион. В составе его команды по хоккею на траве выигрывала чемпионат Национальной ассоциации студенческого спорта в 1982—1984 годах. В 1985 году получила награду Honda Sports Award, вручаемую лучшему хоккеисту США.
Выступала за сборную США в 1982—1990 годах.
Участвовала в чемпионатах мира 1983 и 1986 годов.
В 1987 году завоевала серебряную медаль хоккейного турнира Панамериканских игр в Индианаполисе.
В 1988 году вошла в состав женской сборной США по хоккею на траве на летних Олимпийских играх в Сеуле, занявшей 8-е место. Играла в поле, провела 5 матчей, забила 3 мяча (два в ворота сборной Аргентины, один — Великобритании).
По окончании игровой карьеры стала тренером. В 1994 году привела команду университета Джеймс Мэдисон к победе в чемпионате Национальной ассоциации студенческого спорта.
В конце 90-х боролась с целиакией. Вылечившись, вернулась к тренерской работе. В 2014 году вновь возглавила команду Джеймс Мэдисон.
Владеет фирмой, которая проводит хоккейные лагеря, а также клиникой.